# Neuville (Corrèze)
Pour les articles homonymes, voir Neuville.
Neuville est une commune française située dans le département de la Corrèze, en région Nouvelle-Aquitaine.

## Géographie
La commune de Neuville s'étend sur 14,29 km2, dans le sud du département de la Corrèze.
L'altitude minimale, 238 mètres, se trouve à l'extrême-est, à l'est du lieu-dit Salgues, là où petit ruisseau affluent de la Souvigne quitte la commune et entre sur celle de Saint-Chamant. L'altitude maximale avec 593 mètres est localisée au nord-ouest, près du lieu-dit le Sirieix.
Le bourg de Neuville, à l'intersection des routes départementales (RD) 87 et 169, se situe, en distances orthodromiques, neuf kilomètres à l'ouest-nord-ouest d'Argentat-sur-Dordogne et dix-huit kilomètres au sud-sud-est de Tulle.
Le territoire communal est également desservi par la RD 83.

### Communes limitrophes
Neuville est limitrophe de six autres communes.
Les communes limitrophes sont  Albussac, Argentat-sur-Dordogne, Monceaux-sur-Dordogne, Ménoire, Saint-Chamant et Saint-Hilaire-Taurieux.
|                        | Albussac | Saint Chamant         |
| Ménoire                | Neuville | Argentat-sur-Dordogne |
| Saint-Hilaire-Taurieux |          | Monceaux-sur-Dordogne |

### Climat
Pour des articles plus généraux, voir Climat de la Nouvelle-Aquitaine et Climat de la Corrèze.
Historiquement, la commune est exposée à un climat montagnard.  
En 2020, Météo-France publie une typologie des climats de la France métropolitaine dans laquelle la commune est exposée à un climat de montagne et est dans la région climatique  Ouest et nord-ouest du Massif Central, caractérisée par une pluviométrie annuelle de 900 à 1 500 mm, maximale en automne et en hiver.
Pour la période 1971-2000, la température annuelle moyenne est de 11,2 °C, avec  une amplitude thermique annuelle de 14,9 °C. Le cumul annuel moyen de précipitations est de 1 304 mm, avec 12,5 jours de précipitations en janvier et 7,6 jours en juillet. Pour la période 1991-2020, la température moyenne annuelle observée sur la station météorologique la plus proche, située sur la commune d'Argentat-sur-Dordogne à 9 km à vol d'oiseau, est de 12,7 °C et le cumul annuel moyen de précipitations est de 1 145,5 mm,. Pour l'avenir, les paramètres climatiques de la commune estimés pour 2050 selon différents scénarios d’émission de gaz à effet de serre sont consultables sur un site dédié publié par Météo-France en novembre 2022.

## Urbanisme

### Typologie
Au 1er janvier 2024, Neuville est catégorisée commune rurale à habitat très dispersé, selon la nouvelle grille communale de densité à 7 niveaux définie par l'Insee en 2022.
Elle est située hors unité urbaine. Par ailleurs la commune fait partie de l'aire d'attraction de Tulle, dont elle est une commune de la couronne,. Cette aire, qui regroupe 43 communes, est catégorisée dans les aires de moins de 50 000 habitants,.

### Occupation des sols
L'occupation des sols de la commune, telle qu'elle ressort de la base de données européenne d’occupation biophysique des sols Corine Land Cover (CLC), est marquée par l'importance des territoires agricoles (51,4 % en 2018), en augmentation par rapport à 1990 (46,3 %). La répartition détaillée en 2018 est la suivante : 
prairies (51,4 %), forêts (45,2 %), zones urbanisées (2,2 %), milieux à végétation arbustive et/ou herbacée (1,3 %).
L'évolution de l’occupation des sols de la commune et de ses infrastructures peut être observée sur les différentes représentations cartographiques du territoire : la carte de Cassini (XVIIIe siècle), la carte d'état-major (1820-1866) et les cartes ou photos aériennes de l'IGN pour la période actuelle (1950 à aujourd'hui).

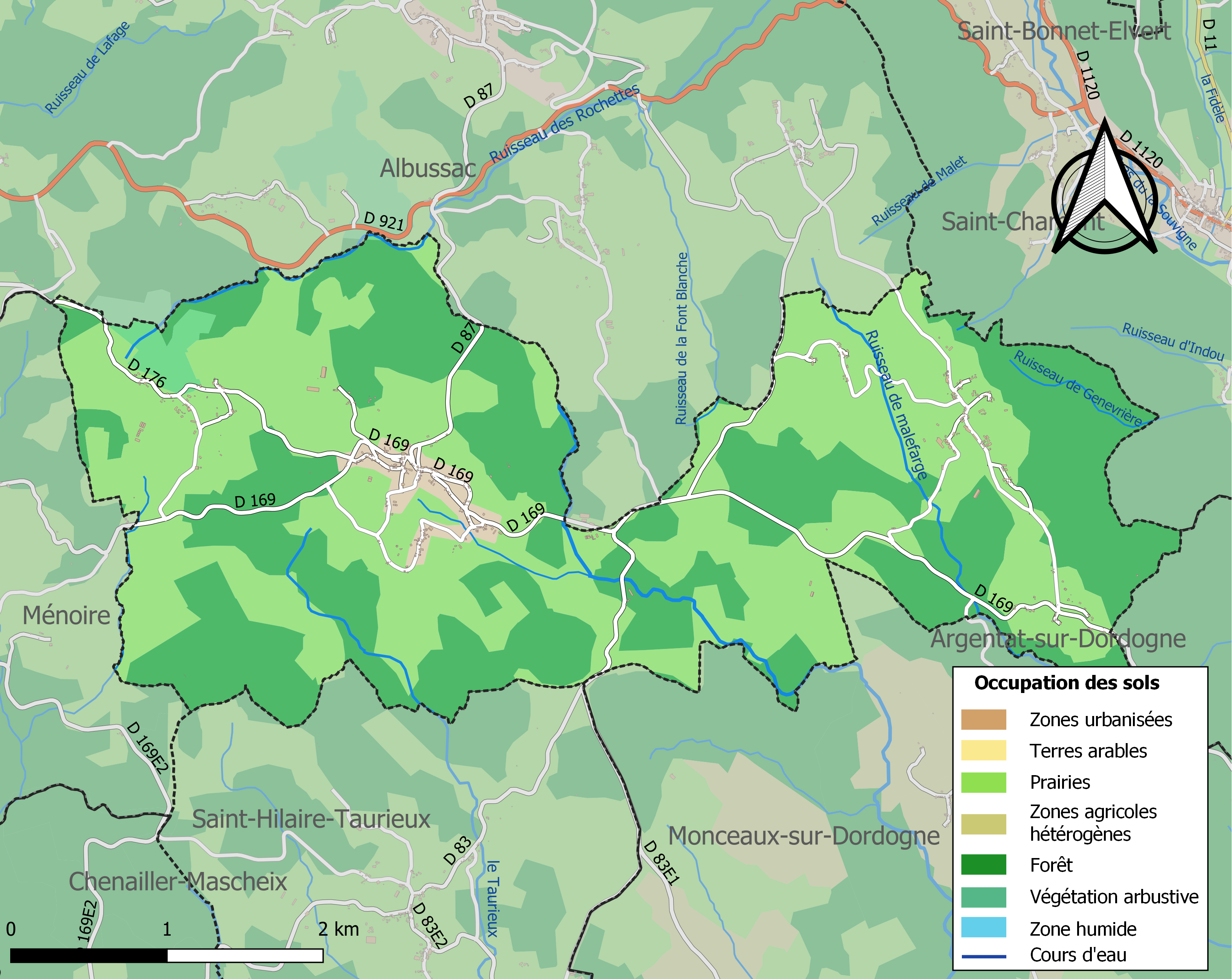
Carte des infrastructures et de l'occupation des sols de la commune en 2018 (CLC).

### Risques majeurs
Le territoire de la commune de Neuville est vulnérable à différents aléas naturels : météorologiques (tempête, orage, neige, grand froid, canicule ou sécheresse), feux de forêts et séisme (sismicité très faible). Il est également exposé à un risque particulier : le risque de radon. Un site publié par le BRGM permet d'évaluer simplement et rapidement les risques d'un bien localisé soit par son adresse soit par le numéro de sa parcelle.

#### Risques naturels

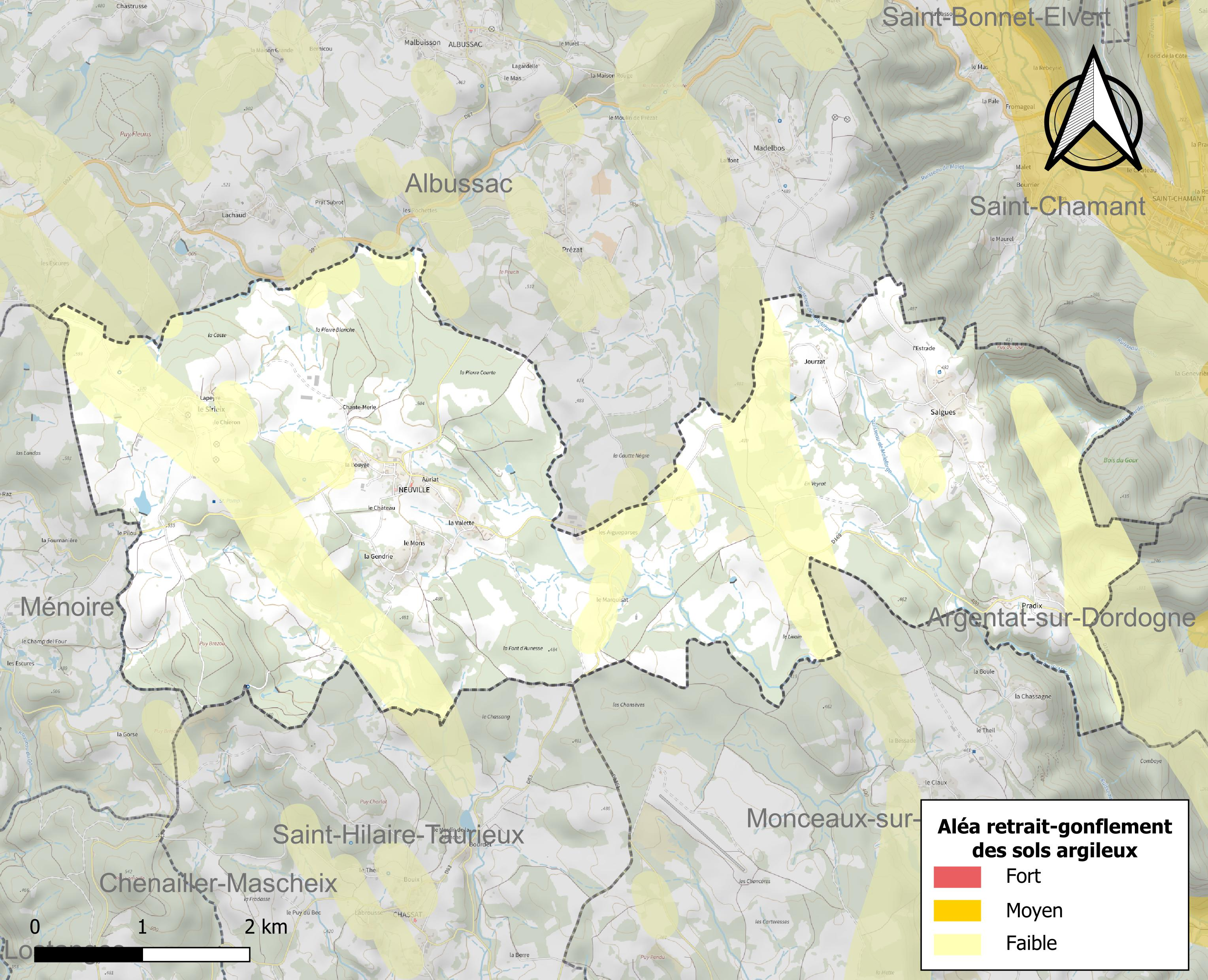
Carte des zones d'aléa retrait-gonflement des sols argileux de Neuville.

Le retrait-gonflement des sols argileux est susceptible d'engendrer des dommages importants aux bâtiments en cas d’alternance de périodes de sécheresse et de pluie. Aucune partie du territoire de la commune n'est en aléa moyen ou fort (26,8 % au niveau départemental et 48,5 % au niveau national). Sur les 147 bâtiments dénombrés sur la commune en 2019,  aucun n'est en aléa moyen ou fort, à comparer aux 36 % au niveau départemental et 54 % au niveau national. Une cartographie de l'exposition du territoire national au retrait gonflement des sols argileux est disponible sur le site du BRGM,.
Concernant les feux de forêt, aucun plan de prévention des risques incendie de forêt (PPRIF) n’a été établi en Corrèze, néanmoins le code de l’urbanisme impose la prise en compte des risques dans les documents d’urbanisme. Le périmètre des servitudes d'utilité publique et des zones d'obligation légale de débroussaillement pour les particuliers est quant à lui défini pour la commune dans une carte dédiée. 

#### Risque particulier
Dans plusieurs parties du territoire national, le radon, accumulé dans certains logements ou autres locaux, peut constituer une source significative d’exposition de la population aux rayonnements ionisants. Certaines communes du département sont concernées par le risque radon à un niveau plus ou moins élevé. Selon la classification de 2018, la commune de Neuville est classée en zone 3, à savoir zone à potentiel radon significatif. 

## Histoire
Le cartulaire de Tulle recensait en 931 une chapelle à Neuville (Nova Villa). Datant du XVe siècle, l'église de Neuville a remplacé une ancienne église qui datait d'avant 1115 et construite sur l'actuel emplacement.
Situé en face de l'église, en allant sur La Valette et Le Mons, se trouvait le château de Neuville — également nommé la « tour de Neuville » —, qui est aujourd'hui ruiné. En 1880, on pouvait encore voir cette tour qui dominait les lieux. En 1930, on pouvait encore observer les armoiries des Vigier sur la porte de la chapelle sud : les Vigier, seigneurs des lieux, probablement barons, issus par alliances aux seigneurs de Luc, famille ancienne de la région (voir Saint-Cirgue). Pour Albussac, on parle de la baronnie des Neuville. Un Géraud de Luc, vers 1422, alias Vigier, seigneur de Neuville est cité comme occupant le château. Un Jean « Vigier, seigneur de Neuville » est cité en 1508 échangeant des terres avec Jean de Gibertès. Le château, fief protestant, fut incendié par les armées de Coligny en 1569, puis reconstruit. Le dernier Vigier de Neuville, Antoine II, eut deux filles, l'aînée, Marguerite, grand-mère par mariage de Lascaris d'Urfé, évêque de Limoges, et la puînée, Marie, qui est l'arrière grand-mère par alliance de Fénelon. La propriété fut revendue en 1642 par les Salignac de La Mothe-Fénelon à François II Dumas, qui devient seigneur de Neuville. Vers 1653, il héberge pendant six mois en son château des troupes durant la Fronde. Le fief passe ensuite à la marquise de Conros, après 1725, et fut revendu la veille de la Révolution, en septembre 1788 par Élisabeth de Combarel de Bellegarde, veuve Conros, à Étienne Dumilhac, originaire de Saint-Privat. Puis, en 1836, il appartient au notaire de la ville, M. Bros. Le dernier propriétaire, dans les années 1920, était M. Duclos, rentier, originaire de Brive. Le château est donc ruiné par manque d'entretien et non par des révolutionnaires, comme il est dit faussement. La tour s'est effondrée en 1919.

## Politique et administration
| Période                                  | Période  | Identité       | Étiquette | Qualité     |
| ---------------------------------------- | -------- | -------------- | --------- | ----------- |
| Les données manquantes sont à compléter. |          |                |           |             |
|                                          |          |                |           |             |
| 1904                                     | 1908     | C. Boutouyrie  |           | Cultivateur |
| 1908                                     | 1912     | Jean Claus     |           | Charron     |
|                                          |          |                |           |             |
| juin 1995                                | En cours | Albert Moisson | PCF       | Retraité    |

## Population et société

### Démographie
L'évolution du nombre d'habitants est connue à travers les recensements de la population effectués dans la commune depuis 1793. Pour les communes de moins de 10 000 habitants, une enquête de recensement portant sur toute la population est réalisée tous les cinq ans, les populations de référence des années intermédiaires étant quant à elles estimées par interpolation ou extrapolation. Pour la commune, le premier recensement exhaustif entrant dans le cadre du nouveau dispositif a été réalisé en 2005.

En 2022, la commune comptait 203 habitants, en évolution de +6,84 % par rapport à 2016 (Corrèze : −0,59 %, France hors Mayotte : +2,11 %).
| 1793 | 1800 | 1806 | 1821 | 1831 | 1836 | 1841 | 1846 | 1851 |
| ---- | ---- | ---- | ---- | ---- | ---- | ---- | ---- | ---- |
| 400  | 395  | 446  | 528  | 449  | 510  | 505  | 531  | 540  |

| 1856 | 1861 | 1866 | 1872 | 1876 | 1881 | 1886 | 1891 | 1896 |
| ---- | ---- | ---- | ---- | ---- | ---- | ---- | ---- | ---- |
| 491  | 476  | 510  | 519  | 473  | 507  | 512  | 504  | 505  |

| 1901 | 1906 | 1911 | 1921 | 1926 | 1931 | 1936 | 1946 | 1954 |
| ---- | ---- | ---- | ---- | ---- | ---- | ---- | ---- | ---- |
| 504  | 461  | 511  | 448  | 425  | 420  | 434  | 387  | 363  |

| 1962 | 1968 | 1975 | 1982 | 1990 | 1999 | 2005 | 2006 | 2010 |
| ---- | ---- | ---- | ---- | ---- | ---- | ---- | ---- | ---- |
| 357  | 310  | 250  | 237  | 216  | 187  | 194  | 194  | 196  |

| 2015 | 2020 | 2022 | - | - | - | - | - | - |
| ---- | ---- | ---- | - | - | - | - | - | - |
| 192  | 205  | 203  | - | - | - | - | - | - |

### Manifestations culturelles et festivités
- Fête du cochon en mars ou avril de chaque année (9e édition en 2015)[27]
- En juillet, fête votive avec vide-greniers, repas et feu d'artifice en soirée.

### Sports
Club de football féminin USF Valeine Albussac-Neuville-Monceaux.
En août 1995, le Tour du Limousin cycliste passe à Neuville lors de l'étape Guéret-Biars-sur-Cère.
En avril 2008 : passage du Tour auto Lissac, lors de l'étape Brive-Avignon.

## Économie
L’économie n’est constituée principalement que de l’élevage et de l’agriculture. Le seul commerce/entreprise notable étant un bar/hôtel en activité.

## Culture locale et patrimoine

### Lieux et monuments
L'église Saint-Pierre du XVe siècle est inscrite au titre des monuments historiques depuis 1926.

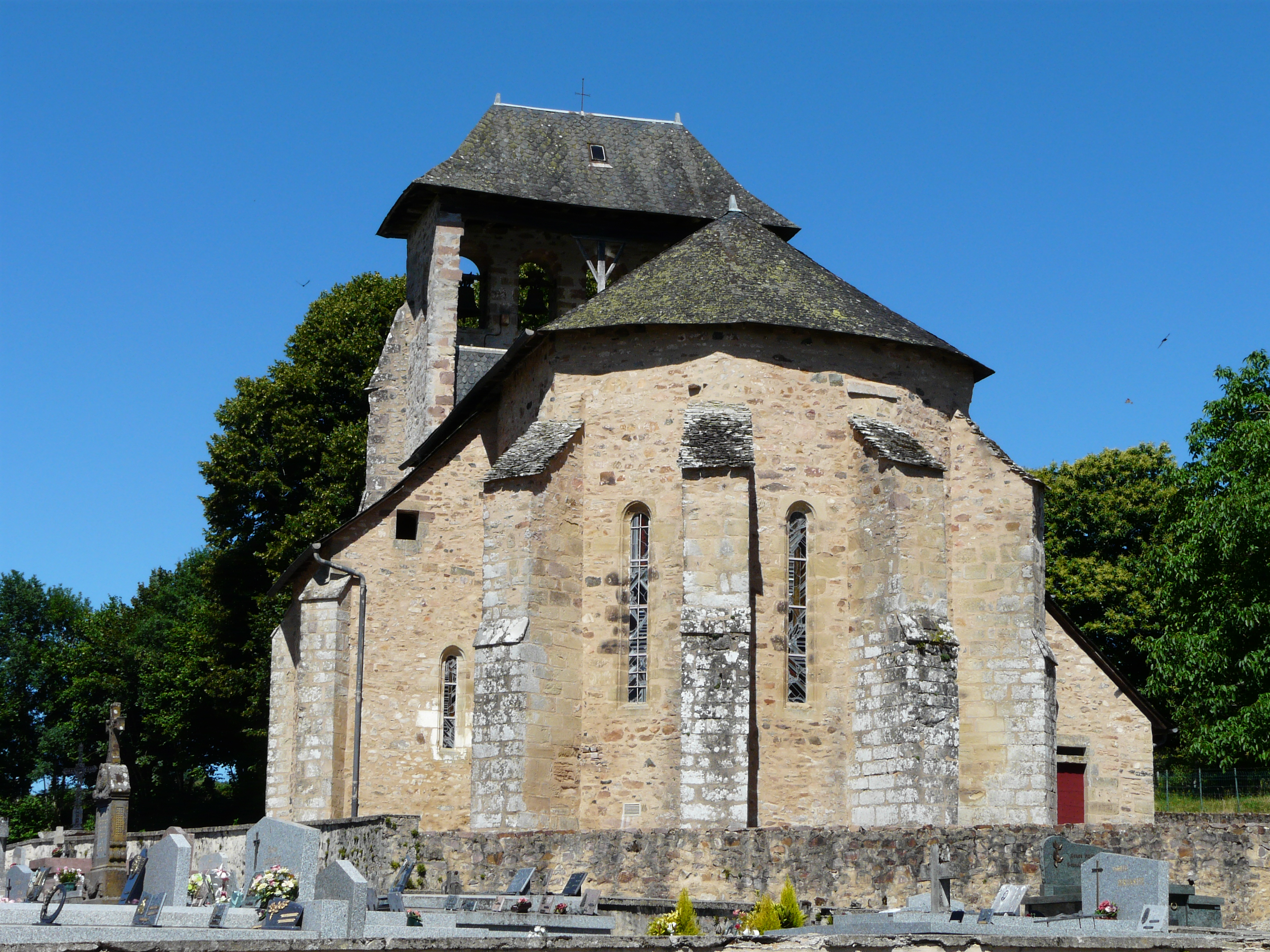
Le chevet de l'église Saint-Pierre.
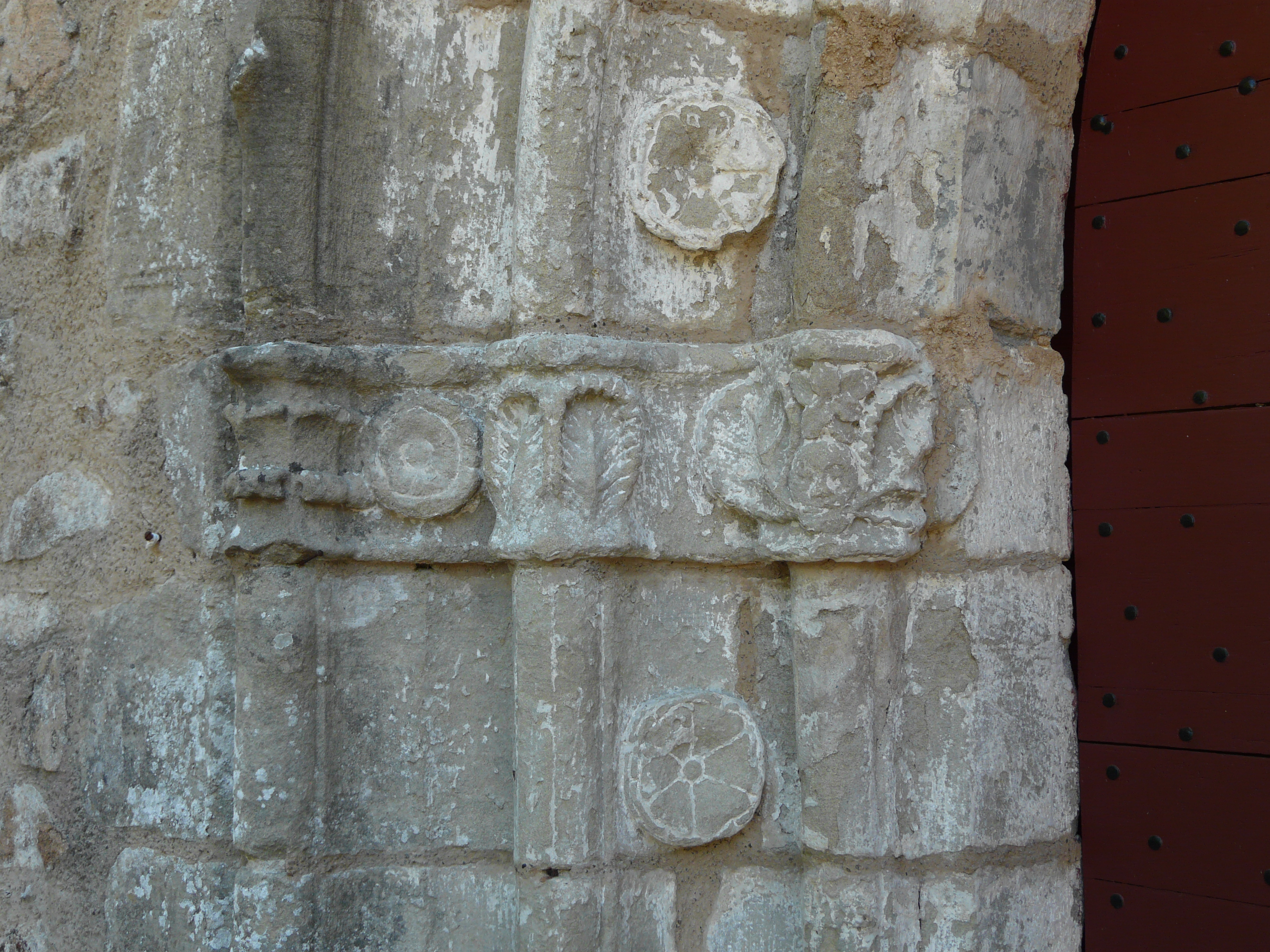
Détail de son portail.
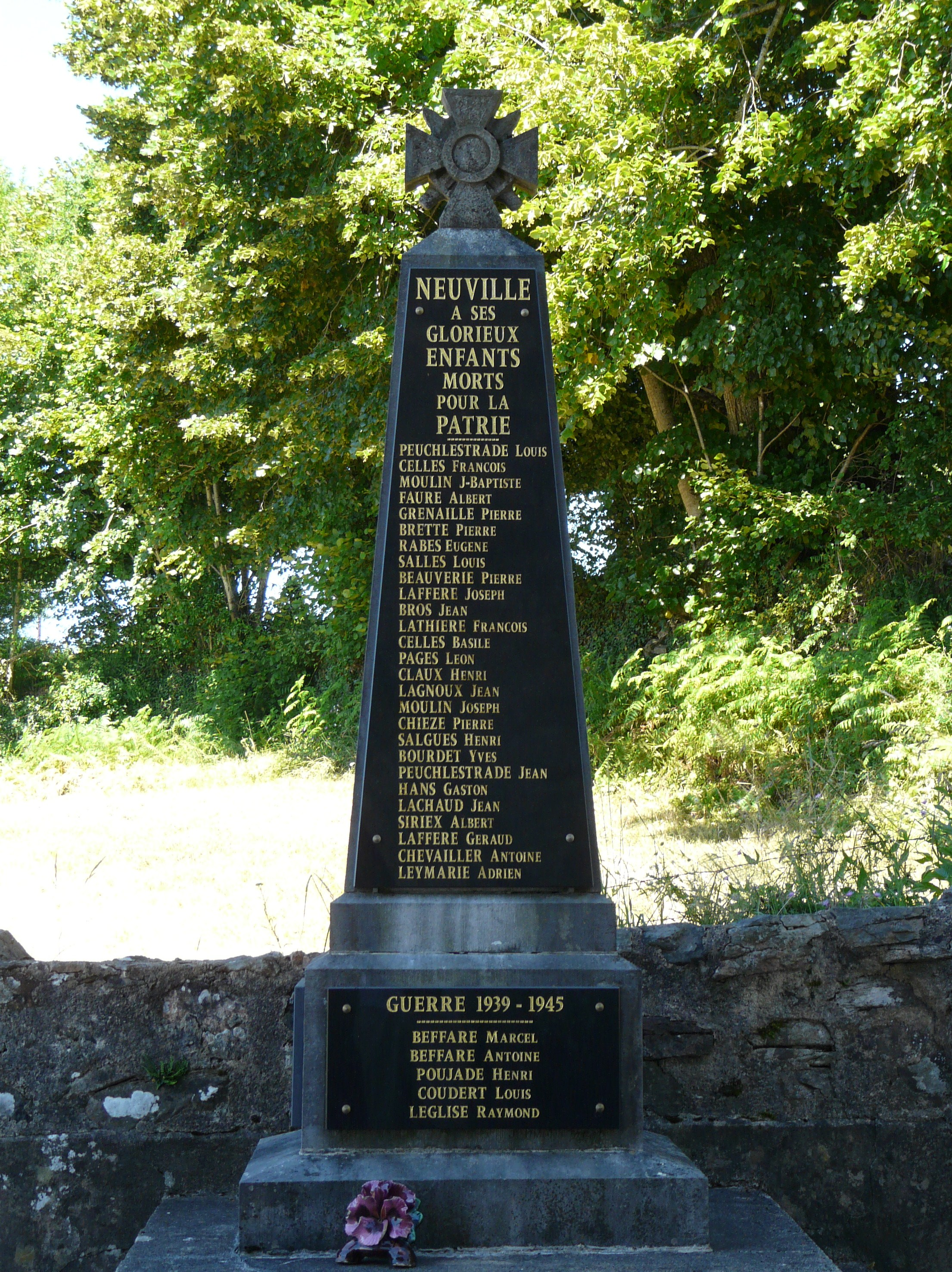
Le monument aux morts.

### Héraldique
| Blason de Neuville | Blason  | De gueules à la croix d'argent remplie de sinople. |
| Blason de Neuville | Détails | Le statut officiel du blason reste à déterminer.   |